# Liste der Bürgermeister der Stadt Dorsten
Diese Liste führt die Bürgermeister der Stadt Dorsten auf.

## Bürgermeister der Stadt Dorsten unter kurkölnischer Herrschaft
- 1297: Johannes Dunnepeper und Arnoldus v. Erle
- 1382: Bertram Prekell
- ????: Lambert van Buer
- 1407: Johan ten Vorwerck und Johan Bley
- 1432: Johan Scryver
- 1437: Johan Scryver und Henrich Boichorn
- 1448: Godert Preckell
- 1455: Johann Scholvermann
- 1468: Gerlich van den Ryne
- 1475: Joh. van Backem

um 1475: Gerd Preckell, Joh. Ulenbrock
- 1479: Godert Preckell
- 1493: Thomas van Osterwick
- 1498: Gerd Preckell, Joh. Glunß
- 1507: Wennemar ten Vorwerck, Heinrich de Weldige gnt. Cremer
- 1508: Hans Preckell, Joh. Glunß
- 1509: Johan Glunß, Johan van Hylzem
- 1510: Joh. Lobben, Joh. Hildensem
- 1519: Baltasar v. Westerholt, Herm. Koele
- 1524: Heinrich van Besten, Balthasar van Westerholt
- 1526: Hinr. van Besten
- 1530: Hinr. van Besten, Franz Preckell
- 1533: Hinr. van Besten
- 1541: Bernt Koelen
- 1545: Franz Preckell, Balthasar Schoell
- 1553: Welmar Becker
- 1557 oder 1558: Johan Heringh
- 1573: Joh. ther Golde, Joh. Bierbom
- 1578: Joh. Ovelgönne, Wessel then Hagen
- 1579 und 1580: Henr. Koell, Joh. Ovelgönne
- 1581, 1582, 1583: Wessel ther Wieschen, Peter Kremer
- 1584: Peter Kremer, Joh. ter Golde
- 1588: Wessel ther Wieschen, Joh. Löchtermann
- 1589 und 1590: Joh. van Limborch, Peter Kremer
- 1591: Peter Kremer, Joh. ter Golde
- 1592, 1593, 1594: Peter Kremer, Joh. Löchtermann
- 1595 und 1596: Peter Kremer, Joh. ther Golde
- 1597: Joh. Schoell, Joh. ther Golde
- 1598: Wessel ther Wieschen, Joh. ther Golde
- 1599 und 1600: Peter Kremer, Richard Padtberg
- 1601: Heinr. Koell
- 1602: Joh. Koell, Richard Padtberg
- 1605: Joh. Koell, Joh. Heger
- 1606: Joh. Koell
- 1607: Peter Kremer, Joh. Koell
- 1608: Peter Kremer, Joh. Burich
- 1617: Joh. Koell
- 1618: Joh. Koell, Joh. Kack

Vor 1618: Joh. Heyer
- 1622 und 1623: Joh. Kolen, Joh. Burich
- 1624: Joh. Kolen, Joh. Heyer
- 1625: Joh. Kolen, Joh. Burich
- 1630: Joh. Kolen, Joh. Heyer
- 1632: Joh. Kolen, Joh. Burich
- 1635: Bernh. Koele
- 1639: Bernh. Koell, Jodokus Berboem
- 1643: Bernh. Koell, Hendrich Dellekamp
- 1646: Bernh. Koell, Clamor Esken
- 1648: Bernh. Koell, Otto Bonekamp
- 1656: Bernh. Koell, Joh. ther Wieschen
- 1658: Bernh. Koell, Clamor Esken
- 1663: Jobst Behnen, Joh. zur Wieschen
- 1664, 1665, 1666: Joh. ther Wieschen, Joh. Koell
- 1669: Joh. Löchtermann, Peter Kremer
- 1670: Joh. Löchtermann, Joh. Born
- 1674: Schlueter, Peter de Weldige (Kremer)
- 1675: Lodewich Schluyter
- 1677: Vincenz Reiner Oferbeck, Welmar Kassel
- 1684: Schlüter, Rappert
- 1685: Wessel zur Wieschen, Jodokus Bürgermeister
- 1688: Laur. Maeß, Joh. Rive
- 1694: Joh. Rive, Nicol. Löchtermann
- 1697: Joh. de Weldige gnt. Kremer, Berndt Meyer
- 1702, 1703, 1704, 1705, 1708: Laur. Maes, Bern. Laur. Humperdink

Zwischen 1710 und 1800 sind etwa 25 weitere Bürgermeister mit Namen bekannt (siehe Vestische Zeitschrift, Band 23, S. 42 ff.).

## Bürgermeister der Stadt Dorsten unter preußischer Herrschaft und im Deutschen Reich
- 1808–1821: Gahlen
- 1821–1841: Luck
- 1842: Rensing (kommissarisch für drei Monate)
- 1842–1848: Carl Kroll
- 1848: Jungeblodt (kommissarisch für zwei Monate)
- 1848–1874: Alexander de Weldige (genannt Cremer)
- 1875–1886: Felix Geißler
- 1887–1899: Bernhard Middendorf
- 1899–1923: Bernhard Lappe
- 1923–1924: Wilhelm Müller (kommissarisch für die von Belgiern verhafteten Bürgermeister Lappe und Lürken)
- 1924–1933: Franz Lürken (Zentrum)
- 1933: Fritz Köster, NSDAP (kommissarisch für den von den Nationalsozialisten aus dem Amt gedrängten Franz Lürken)
- 1933–1945: Josef Gronover, NSDAP

## Bürgermeister der Stadt Dorsten nach dem Zweiten Weltkrieg
- 1945: Theodor Artmann, parteilos
- 1945–1946: Philipp Desoi, parteilos
- 1946–1948: Paul Kempa, CDU
- 1948–1964: Paul Schürholz, CDU
- 1964–1984: Hans Lampen, CDU
- 1984–1994: Heinz Ritter, SPD
- 1994–1995: Friedhelm Fragemann, SPD

## Hauptamtliche Bürgermeister seit 1995
- 1995–1999: Karl-Christian Zahn, CDU
- 1999–2014: Lambert Lütkenhorst, CDU
- 2014– : Tobias Stockhoff, CDU